# Galattochinasi
La galattochinasi è un enzima del gruppo delle transferasi che catalizza la seguente reazione:
ATP + D-galattosio = ADP + α-D-galattosio 1-fosfato
Utilizza una molecola di ATP, che viene convertita in ADP. Si tratta della prima reazione del cosiddetto pathway di interconversione glucosio-galattosio, che permette l'ingresso del galattosio nella via glicolitica.